# Amazilia viridifrons
Amazilia viridifrons е вид птица от семейство Колиброви (Trochilidae).

## Разпространение
Видът е разпространен в Гватемала и Мексико.